# Club Deportivo Cala d'Or
Club Deportivo Cala d'Or es un club de fútbol español de la localidad de la Cala d'Or, en el municipio de Santañí, Islas Baleares. Fundado en 1982, juega sus partidos en el Estadio Municipal de Cala d'Or, con capacidad para 2.000 espectadores. Actualmente milita en la Tercera Regional de Mallorca, última categoría de la liga española en esta comunidad.

## Historia
Fundado en 1982, en 1988 logró su primer ascenso a Tercera División. Entre 1988 y 1992 vivió sus mejores años deportivos, encadenando cuatro temporadas en Tercera División, llegando a disputar en una ocasión (en la temporada 1990-91) la promoción de ascenso a Segunda B. 
Tras perder la categoría, transitó durante quince años por las divisiones regionales del fútbol balear y en 2007 obtuvo un nuevo ascenso a Tercera. Antes de que comenzara la temporada 2009-2010, el equipo se retiró de la competición por problemas económicos. Después de un año, volvió a la competición, en Tercera Regional antes de retirarse nuevamente en la temporada 2012–13.
Durante dos años el club se mantuvo su actividad únicamente en el fútbol base. La temporada 2015/16 recuperó el equipo sénior amateur, compitiendo en Tercera Regional.

## Trayectoria
| Temporada | Division   | Posición |
| --------- | ---------- | -------- |
| 1982–88   | Regional   | —        |
| 1988/89   | 3.ª        | 16.º     |
| 1989/90   | 3.ª        | 3.º      |
| 1990/91   | 3.ª        | 4.º      |
| 1991/92   | 3.ª        | 20.º     |
| 1992–00   | Regional   | —        |
| 2000/01   | 2.ª Reg.   | 17th     |
| 2001/02   | 3.ª Reg.   | 7.º      |
| 2002/03   | 3.ª Reg.   | 4th      |
| 2003/04   | 2.ª Reg.   | —        |
| 2004/05   | 1.ª Reg.   | —        |
| 2005/06   | 1.ª Reg.   | —        |
| 2006/07   | Reg. Pref. | 1st      |
| 2007/08   | 3.ª        | 14th     |
| 2008/09   | 3.ª        | 15th     |
| 2009/10   | DNP        | —        |
| 2010/11   | 3.ª Reg.   | 5.º      |
| 2011/12   | 3.ª Reg.   | 13.º     |
| 2012/15   | DNP        | —        |
| 2015/16   | 3.ª Reg.   | 5.º      |
| 2016/17   | 3.ª Reg.   | 7.º      |
| 2017/18   | 3.ª Reg.   | 7.º      |
| 2018/19   | 3.ª Reg.   | 5.º      |
| 2019/20   | 3.ª Reg.   | en curso |

- 6 temporadas en Tercera División